# Заворушення у Великій Британії (2011)

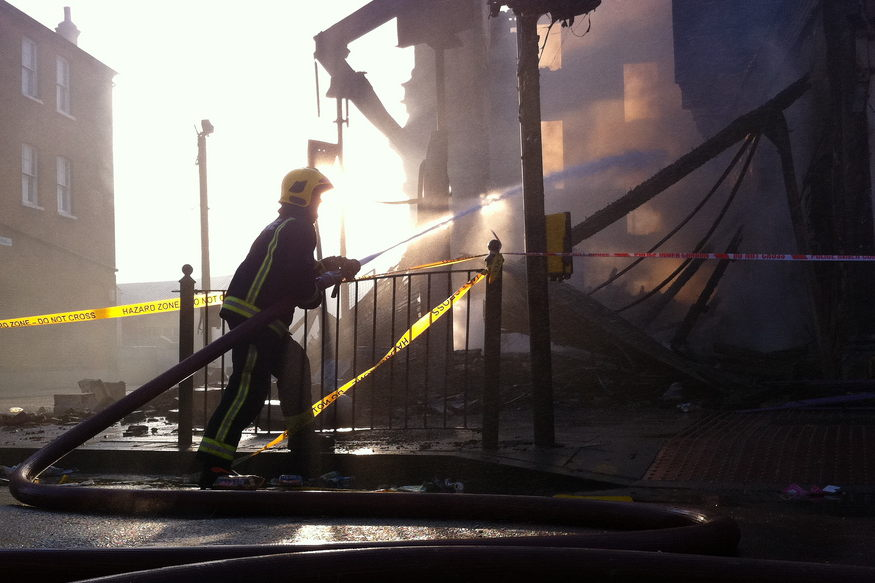
Гасіння пожежі, викликаної заворушеннями

Заворушення у Великій Британії (серпень 2011 року) — масові заворушення, що почалися ввечері 6 серпня 2011 року в районі Тоттенхем, який розташований на півночі Лондона, 8 серпня поширилися на інші райони міста, а 9 серпня перекинулися і на інші міста: Бірмінгем, Бристоль, Глостер, Ліверпуль, Манчестер, Ноттінгем.
В результаті заворушень постраждали кілька десятків людей (у тому числі не менше 35 поліцейських), спалено велику кількість автомобілів, розгромлено багато магазинів і ресторанів. Одна людина загинула в лікарні від вогнепальних поранень. У ніч на 10 серпня загинули три людини під Бірмінгемом, їх збили машиною.

## Передумови заворушень
У Тоттенхемі проживає велика кількість представників національних меншин, і конфлікти на расовому ґрунті відбуваються там нерідко. Деякі місцеві жителі говорять, що приводом для безладів також стало невдоволення важкою економічною ситуацією на півночі британської столиці, зокрема, високим рівнем безробіття і скороченням комунальних послуг.
Приводом для безладів став інцидент, що стався в четвер 4 серпня о 18 годині 15 хв за місцевим часом. Під час спроби арешту поліцією місцевого жителя 29-річного Марка Даггана, який підозрювався в торгівлі наркотиками, носінні зброї та членстві в організованому злочинному угрупуванні, останній був застрелений. При перестрілці був поранений також один з поліцейських. Стрілянина була відкрита у денний час на очах багатьох очевидців.
Незалежна громадська комісія зі скарг на поліцію в комюніке від 9 серпня висловила сумнів у тому, що Марк Дагган першим обстріляв поліцію.
Родичі та друзі Даггана вийшли на демонстрацію протесту, яка потім переросла в безлади і мародерства.

## Акції протесту

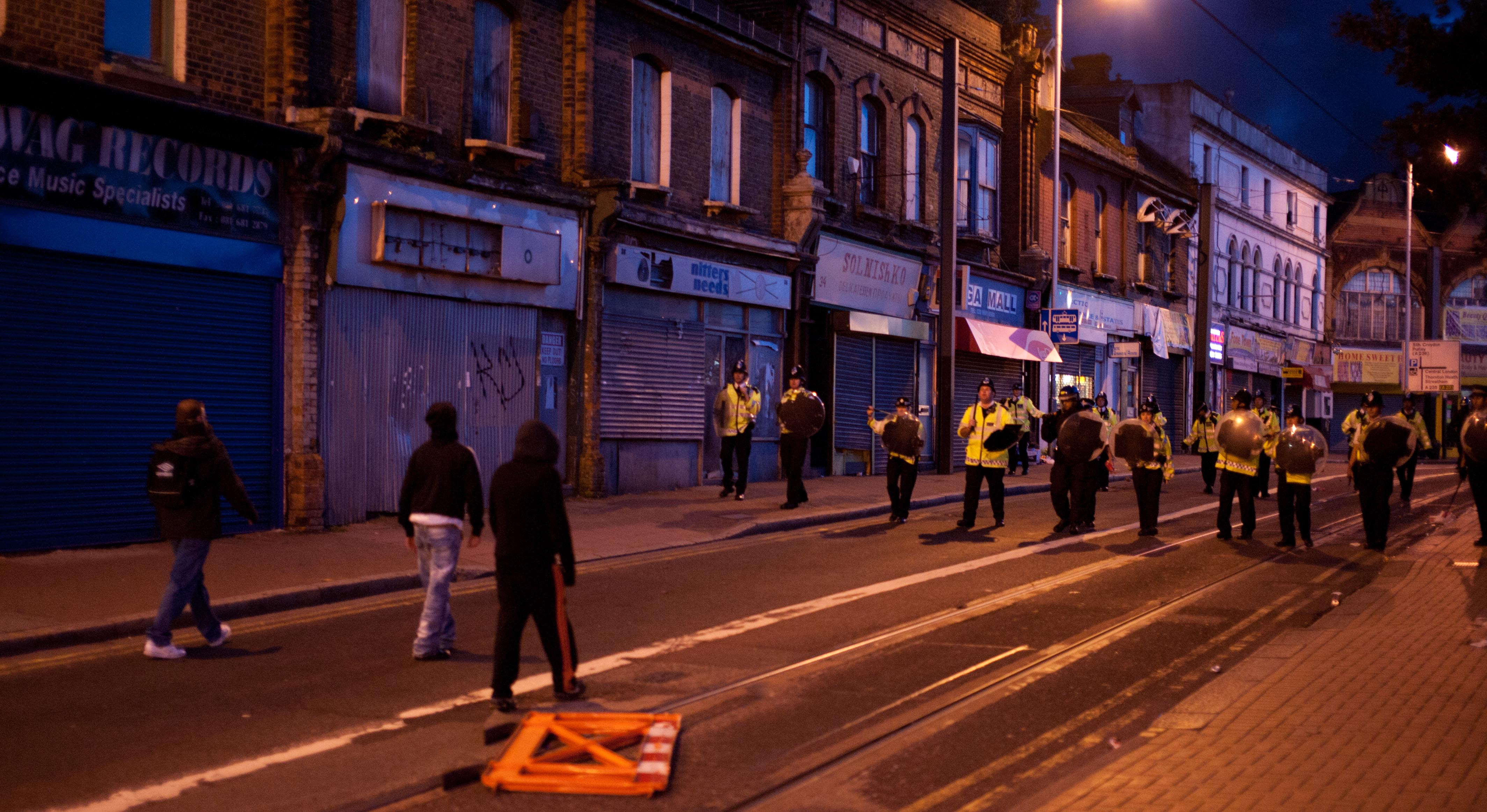
Поліцейські та протестувальники в Лондоні

У суботу 6 серпня натовп кількістю близько 300 осіб зібрався біля поліцейської дільниці Тоттенхема, вимагаючи «відновити справедливість», провівши об'єктивне розслідування обставин загибелі Даггана.
Спочатку акція протесту мала мирний характер, проте ближче до вечора учасники акції стали кидати пляшки із запальною сумішшю у бік поліцейської дільниці, підпалили дві поліцейські машини та автобус; також були розгромлені та розграбовані деякі прилеглі магазини.
За попередніми даними, агресія з боку натовпу була спровокована самими поліцейськими, які спробувавши відокремити від натовпу 16-річну дівчину з пляшкою шампанського, кілька разів вдарили її кийком.
Ситуацію вдалося нормалізувати до ранку неділі 7 серпня. Після суботніх подій Скотланд-Ярд посилив патрулювання відразу кількох районів.
Попри це, безлади продовжилися: у ніч на 8 серпня у районі Енфілд, який розташований поблизу Тоттенхема, натовп підлітків закидав камінням, пограбував кілька магазинів і палив автомобілі. У Брікстоні поліцейських закидали камінням. У Вайт-Сіті пошкоджений фургон компанії Бі-Бі-Сі. На Хай-Роуд спалений двоповерховий автобус. Спалено кілька патрульних поліцейських автомобілів. Поранено 26 поліцейських. Заворушення в Енфільді були організовані через соціальні мережі. Натовпи, що перебували на вулицях, волали «Справедливості! Справедливості!».
У понеділок 8 серпня заворушення в місті спалахнули знову — цього разу в районі Хакні. Молодь громить магазини та ресторани, палить сміттєві баки. Також повідомляється про підпали автомобілів у південних районах Лондона (Пекхем, Льюішем).

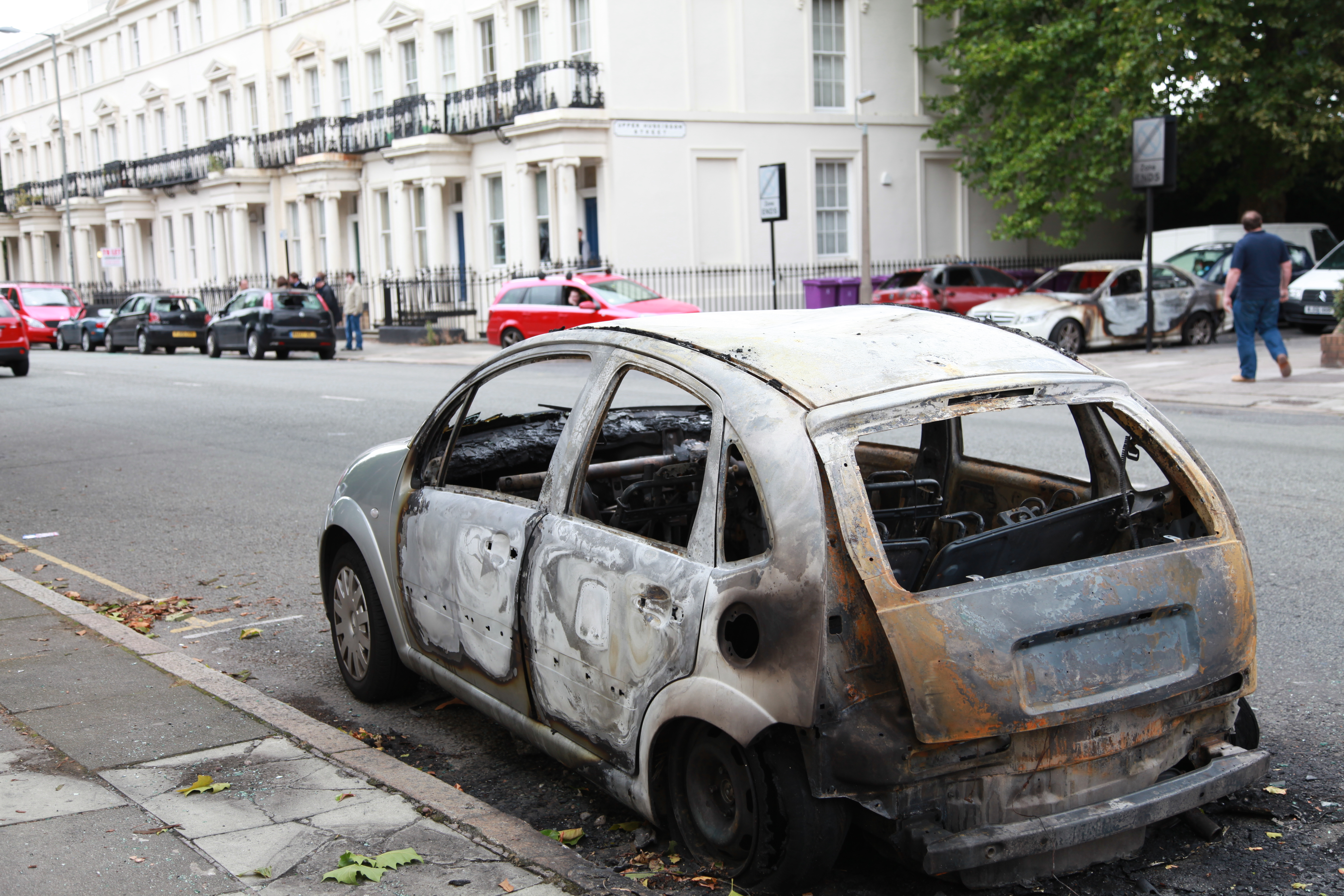
Спалений автомобіль у Ліверпулі

У ніч на вівторок, 9 серпня, згідно з повідомленнями британських ЗМІ, заворушення поширилися на Бірмінгем, Ліверпуль, Манчестер та Бристоль. У Ліверпулі розбиті й підпалені кілька автомобілів, розбиті вітрини та розграбовані кілька магазинів. У Кройдені підпалили будівлю величезного меблевого магазину. Вогонь перекинувся на сусідні будинки. В Клепхемі пограбований великий універмаг. За словами очевидців і поліцейських, у грабежах беруть участь діти 10—12 років, які виносять з магазинів ящики зі спиртним, одяг і техніку.

## Придушення заворушень
Силами підрозділу по боротьбі зі стихійними масовими заворушеннями початкові заворушення в Тоттенхемі були придушені.
За твердженням співробітників лондонської поліції, «поліцейські залишаться на вулицях Тоттенхема для якнайшвидшого відновлення порядку і спокою».
На вулиці міста були відправлені 1700 поліцейських офіцерів. Однак у міру поширення заворушень на інші райони Лондона сил поліції для придушення і локалізації заворушень стало не вистачати; за визнанням лідера профспілкової організації поліцейських міста Джона Таллі, «сьогодні в Лондоні просто не вистачає поліцейських, щоб взяти під контроль всі потенційно небезпечні райони». За повідомленням Sky News, 9 серпня в Лондоні закінчилися місця для затриманих, що змусило поліцейських вивозити заарештованих за місто.
Проводиться масштабне розслідування всіх обставин погромів, що отримало кодову назву «Операція Withern». Поліцейськими аналізуються записи відеокамер, допитуються очевидці.
9 серпня у зв'язку із ситуацією, що склалася, перервали свої відпустки прем'єр-міністр Великої Британії Девід Камерон, віцепрем'єр Нік Клеґ, міністр внутрішніх справ Тереза Мей і мер Лондона Борис Джонсон.
За даними поліції на 9 серпня заарештовано понад 450 осіб, 69 з них висунуто звинувачення.
9 серпня була зафіксовано першу смерть, що була викликана заворушеннями. Згідно з офіційною заявою Скотленд-Ярду, у лікарні помер чоловік, який отримав вогнепальне поранення в машині в районі Кройдон на півдні Лондона.
10 серпня міста Глостер і Солфорд приєдналися до вуличних безладів.
На ранок 11 серпня затримали 888 осіб, яких підозрюють в участі у заворушеннях.

## Акція Riot Clean Up
Кілька десятків мешканців міст, де сталися заворушення 9 серпня, почали проведення акції «Riot Clean Up», спрямованої на очищення вулиць від наслідків мародерства. Для координації своїх дій вони використовували службу мікроблогу Twitter, поширюючи з її допомогою повідомлення, що містять ключові теги #riotcleanup та #riotwombles. З цією ж метою було створено спеціальний сайт riotcleanup.co.uk /. В акції взяли участь кілька знаменитостей, зокрема, актор Саймон Пег.

## Наслідки
Мер Лондона, що перебував у відпустці, може втратити свій пост через заворушення. Скорочення фінансування поліції на 20 % призвело до скорочення особового складу в поліції. Керівництво країни перервало свою відпустку і повернулося в країну. 11 серпня відбулася екстрена сесія парламенту з приводу заворушень у країні.
Чотири матчі Кубка Футбольної Ліги за участю команд Бристоль Сіті, Чарльтон Атлетік, Кристал Пелас та Вест Хем Юнайтед були перенесені на пізніший термін. Матчі між футбольними збірними Англії та Нідерландів скасований, а матч за участю збірних Нігерії та Гани, який повинен був пройти в Уотфорді перенесено на жовтень. Скасовано чемпіонат світу з бадмінтону та рекламні акції компанії Visit.
Матч першого туру Прем'єр-ліги між Тоттенхем Хотспур та Евертоном також було перенесено на пізнішій термін.

## Реакція інших країн
Іран та Лівія піддали критиці британський уряд у зв'язку з придушенням заворушень. Президент Ірану Махмуд Ахмадінежад різко засудив поведінку британської поліції по відношенню до мирних демонстрантів. Він також закликав уряд Великої Британії прислухатися до вимог зневірених громадян. Член уряду лівійського лідера Муаммара Каддафі також висловив критику на адресу британського уряду. Міністр закордонних справ Лівії Халед Каїм заявив, що британський прем'єр-міністр Девід Кемерон втратив легітимність і повинен подати у відставку.